# Tetradiclis
Tetradiclis, biljni rod iz porodice Nitrariaceae, dio reda sapindolike. Postoje dvije vrste, jedna je kazahstanki endem, druga je raširena od Ukrajine na istok do Kazahstana, i od Kazahstana na jug do Irana i Pakistana, te na južnom i istočnom Sredozemlju.

## Vrste
1. Tetradiclis corniculata Khalk.
2. Tetradiclis tenella (Ehrenb.) Litv.

## Sinonimi
- Anatropa Ehrenb.